# Lavasoft
Lavasoft é uma empresa de desenvolvimento de software que produz programa antispyware e antimalware incluindo o Ad-Aware.
A empresa oferece uma versão gratuita para download do Ad-Aware, chamada Ad-Aware Free Antivirus+, e mais três versões comerciais: Ad‐Aware Personal Security, Ad-Aware Pro Security e Ad-Aware Total Security. Outros produtos incluem Lavasoft Digital Lock, Lavasoft File Shredder, Lavasoft Privacy Toolbox e Lavasoft Registry Tuner.

## Produtos
- Produtos antimalware: Ad-Aware
  - Ad-Aware Free Antivirus+
  - Ad-Aware Personal Security
  - Ad-Aware Pro Security
  - Ad-Aware Total Security
  - Ad-Aware Business Security
- Produtos para proteção de dados:
  - Lavasoft Digital Lock
  - Lavasoft File Shredder
  - Lavasoft Privacy ToolBox - o toolbox contém: Lavasoft File Shredder; Lavasoft Digital Lock e Lavasoft Encryption Reader.[3]
- Produtos para manutenção do computador:
  - Lavasoft Driver Updater
  - Lavasoft PC Optimizer
  - Lavasoft Registry Tuner
  - Lavasoft Tuneup Kit - contém: Lavasoft Driver Updater e Lavasoft PC Optimizer [4]